# Euperilampus brasiliensis
Euperilampus brasiliensis är en stekelart som först beskrevs av William Harris Ashmead 1904.  Euperilampus brasiliensis ingår i släktet Euperilampus och familjen gropglanssteklar. Inga underarter finns listade i Catalogue of Life.